# Древнеримская культура
Древнеримская культура – культура Древнего Рима, одной из самых развитых цивилизаций древнего мира в Европе, государства античности.

## Искусство
Римляне, отличавшиеся большим практическим смыслом в решении задач материальной жизни, умевшие создать у себя стройный склад гражданственности, утвердить свою военную силу и широко распространить своё политическое могущество, были лишь в слабой степени одарены способностью к художественному творчеству, как и вообще к творчеству в области духовных интересов.
Никогда не чувствуя настоящей, внутренней потребности в искусстве, они вначале смотрели на него, как на расслабляющую роскошь, и если обращались к нему, то единственно в видах реальной пользы, причём довольствовались заимствованиями от этрусков.
Потом, когда победы над другими народами доставили римлянам богатство и развили в них национальную гордость, особенно после завоевания Греции, сблизившего их с высокой цивилизацией этой страны и наводнившего город квиритов вывезенными из неё художественными произведениями, искусство стало пользоваться в Риме почётом, но всё-таки не как нечто существенно необходимое, а как средство придавать внешний блеск общественному и частному быту, возвеличивать виновников отечественной славы, льстить народному самолюбию. Государственные люди и богачи стали покровительствовать искусству и привлекать в Рим художников из обедневших и опустевших городов Эллады; эти приезжие артисты работали, стараясь удовлетворить вкус своих заказчиков, и под их руководством образовывались туземные мастера.
Таким образом, к концу республиканского режима, сложилось особое Римское искусство, представляющее смесь этрусских элементов с греческими, но, несмотря на это, имеющее своеобразный характер. Главная отличительная черта этого искусства — стремление к роскоши, колоссальности и эффектной декоративности.

### Архитектура
Наибольшей оригинальности достигла у римлян архитектура; скульптура и живопись были у них только продолжением того, что было сделано в этих художественных отраслях греками. При всей ограниченности новизны, вообще внесённой римлянами в искусство, им принадлежит та великая заслуга, что они разнесли во все концы известного тогда мира унаследованное ими классическое искусство Эллады и послужили передатчиками его элементов новым временам и новым народам, начавшим своё политическое существование на развалинах Римской империи. Так же было много и красивых пейзажей.

### Скульптура
По преданию, первые скульптуры в Риме появились при Тарквинии Гордом, который украсил глиняными статуями по этрусскому обычаю крышу построенного им же храма Юпитера на Капитолии. Первой бронзовой скульптурой была статуя богини плодородия Цереры, отлитая в начале V в. до н. э. С IV в. до н. э. начинают ставить статуи римским магистратам и даже частным лицам. Многие римляне стремились поставить статуи себе или своим предкам на форуме. Во II в. до н. э. форум был настолько загроможден бронзовыми статуями, что было принято специальное решение, по которому многие из них были сняты. Бронзовые статуи, как правило, отливались в раннюю эпоху этрусскими мастерами, а начиная со II в. до н. э.— греческими скульпторами. Массовое производство статуй не способствовало созданию подлинно художественных произведений. Самым важным в статуе представлялось портретное сходство с оригиналом.
С конца III в. до н. э. на римскую скульптуру начинает оказывать могущественное влияние греческая скульптура. При грабеже греческих городов римляне захватывают большое количество скульптур. Несмотря на обилие подлинников, вывезенных из Греции, рождается большой спрос на копии с наиболее известных статуй. Обильный приток греческих шедевров и массовое копирование тормозили расцвет собственной римской скульптуры. Только в области реалистического портрета римляне, использовавшие этрусские традиции, внесли новые художественные идеи и создали несколько превосходных шедевров («Брут», «Оратор», бюсты Цицерона и Цезаря). Под влиянием греческих мастеров римский портрет освободился от наивного натурализма, свойственного этрусской школе, и приобрел черты художественной обобщенности, то есть подлинного произведения искусства.

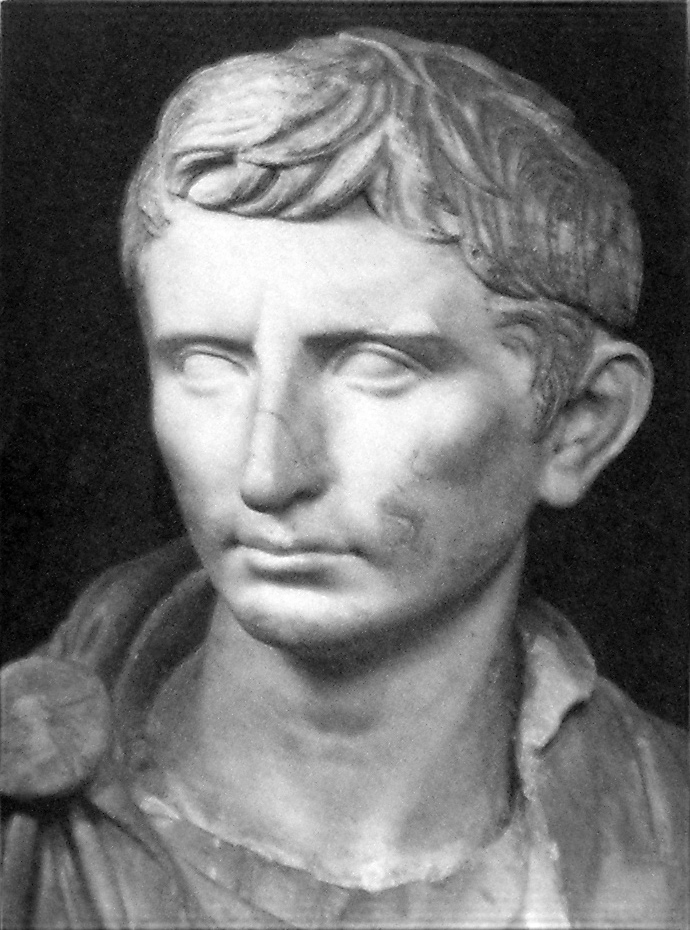
Октавиан Август, скульптура ок. 30 года н. э.

Господствующей эстетической и концептуальной идеей, пронизывающей римскую скульптуру I—II вв., была центральная идея официальной культуры — идея величия Рима, мощи императорской власти. Эта идея воплощалась в разных скульптурных формах, прежде всего в форме рельефных композиций на стенах различных зданий — храмов, триумфальных арок, алтарей, колонн, амфитеатров,— изображающих сцены военных походов императоров, популярных мифов, где действовали боги и герои, покровители Рима или царствующей династии. Наиболее выдающимися памятниками такого официального рельефа стал фриз колонны Траяна и колонны Марка Аврелия, воздвигнутых ими в честь побед соответственно над даками и маркоманами.
В круглой скульптуре формируется официальное направление — портреты царствующего императора, членов его семьи, приближенных к нему лиц, его предков, покровительствующих ему богов и героев. Большая их часть выполнена в традициях классицизма, предполагающего идеализированный образ могучего и мудрого правителя.

### Живопись
Эта отрасль искусства, подобно скульптуре, перешла в Италию из Греции. Но тогда как в Риме не было почти ни одного своего скульптора, который настолько пользовался известностью, чтобы его имя сохранилось для потомства, в туземных художниках, с успехом трудившихся по части живописи, не было недостатка. Этим доказывается, что римляне были наделены способностью к ней, познакомившись с нею от этрусков, которые, как доказано, широко пользовались ею для украшения своих погребальных склепов и, вероятно, также храмов и жилищ. Ещё во времена республики славился Фабий Пиктор, расписавший в 300 году до н. э. храм Безопасности. Сто лет спустя, поэт Пакувий, бравшийся за кисти в минуты досуга, пользовался уважением за свои живописные работы. При Августе Рим имел уже нескольких более или менее искусных живописцев, во главе которых стоял знаменитый Лудий. Но всё это были преимущественно декораторы; живопись же в строгом смысле слова, не играющая роли пособницы при архитектуре, постоянно оставалась в руках греков. Едва ли не самую главную её задачу составляли портреты, по части которых в конце республики особенно славилась Лала или Лайя, родом из Кизика.

#### Стенная живопись
Раскопки Помпеи и Геркуланума, расчистка остатков терм Тита, находки во многих погребальных склепах вблизи Рима и недавние исследования развалин на Палатинском холме доставили нам множество образцов Римской живописи, хотя и относящихся к разряду стенной, чисто декоративной росписи, но крайне любопытных, так как в них встречаются изображения отдельных человеческих фигур, целых сцен, пейзажей, неодушевлённых предметов, и эти изображения дают возможность судить о рисунке, композиции, колорите и технике тогдашней живописи вообще.

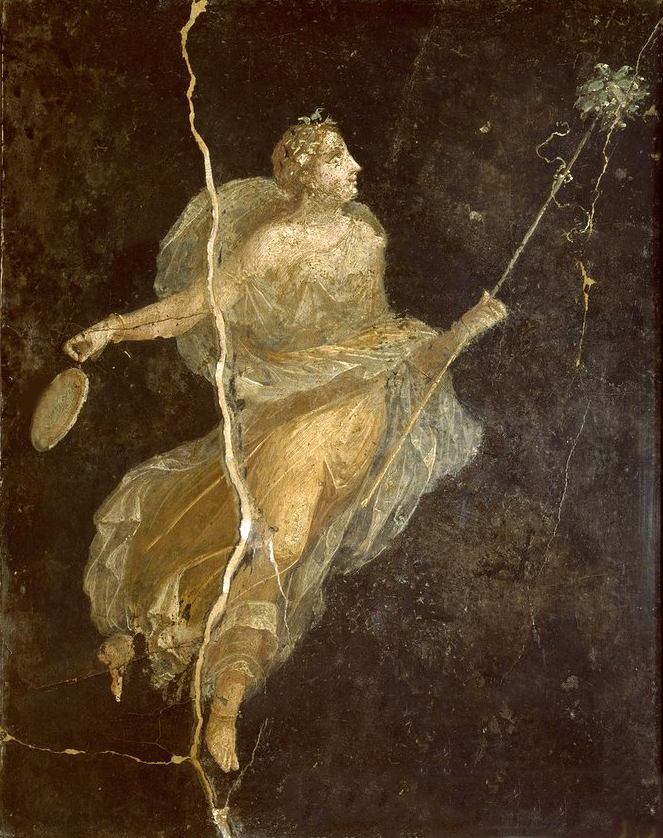
Древнеримская фреска из города Помпеи, I века, изображает менаду в шёлковом платье, Национальный археологический музей (Неаполь).

Помпейская стенная живопись, подобно самим домам, которые были украшены ею, представляется приноровкой взятого от греков к римским вкусу и требованиям. Обыкновенно стена бывала окрашена в какой-нибудь один, ровный цвет, чаще всего в тёмно-красный или в не особенно яркий жёлтый, реже в чёрный, голубой, зелёный и лиловый; внизу её шла панель более тёмного цвета, повторяющаяся и вверху, под потолком, в виде фриза. Площадь стены обрамлялась тонкими, более тёмными или более светлыми, чем она, полосками, которые, кроме того, разделяли её на панно. В середине этих панно либо изображались одиночные фигуры, как бы летящие в воздухе, например вакханки, танцовщицы, крылатые гении, скачущие сатиры, кривляющиеся мимы и т. п., либо рисовались настоящие картины, содержание которых заимствовалось большей частью из мифологии и героических легенд. При этом художники почти всегда воспроизводили знаменитые произведения греческих живописцев или свободно подражали их композициям. Таким образом, в числе сюжетов встречаются «Жертвоприношение Ифигении», «Гнев Ахилла», «Воспитание Ахилла», «Расставание Ахилла с Брисеидой», «Персей, убивающий Минотавра», «Освобождение Андромеды», «Нарцисс, любующийся отражением своей фигуры в источнике», и т. д. Попадаются также и сцены жанрового характера с оттенком то сентиментальности, то комизма; в особенности немало таких, в которых главную роль играет любовь: здесь, молодая девушка показывает своим восхищённым подругам найденное ею гнездо с амурами; там, юная торговка, сидя у клетки, наполненной малютками-амурами, продаёт их девушкам, из которых одни с восторгом запасаются этим товаром, другие боятся покупать опасных божков; в третьем месте амур, сидя на раке, удит рыбу.
Помпейская живопись была, конечно, делом провинциальных, далеко неважных художников, но, несмотря на то, среди её образцов встречается немало очень милых, прекрасно задуманных и достаточно хорошо нарисованных картин, колорит которых вообще мягок, светел и в большинстве случаев отличается теплотой и гармоничностью. Вообще эти картины производят весёлое, ласкающее впечатление, усиливаемое тем, что они помещаются среди нарядной живописной же орнаментации, состоящей из гирлянд, связок плодов и затейливых архитектурных комбинаций, между которыми там и сям помещены либо маски, либо фигурки людей и животных.
Что касается приёмов исполнения этой живописи, то они были те же самые, как и у греков: художник работал водяными красками по мокрой штукатурке (лат. al fresco), или же по сухой (лат. a secco). Такого же рода, как и помпейские образцы живописи, но гораздо лучше их по художественному достоинству, были произведения её в самом Риме. К сожалению, их дошло до нас очень немного, но чтобы убедиться в только что сказанном, достаточно взглянуть на так называемую «Альдобрандинскую Свадьбу» — стенную картину, найденную в 1606 году при раскопках по соседству с термами Тита, где, как предполагают, стоял дворец Мецената (хранилась прежде в вилле Альдобрандини, теперь — в Ватиканском музее). Изображена новобрачная, которой Афродита, сидя подле неё на ложе, даёт советы, полезные в её положении; у изголовья ложа сидит молодой супруг, ожидая ухода богини; несколько прислужниц и подруг новобрачной заняты свадебными обрядами. Картина замечательна благородством композиции, похожей на расположение фигур в античных барельефах, прекрасным рисунком и приятным сочетанием простых, неярких красок; очевидно, это — если не прямая копия с какого-либо мастерского произведения греческой живописи, то подражание греческому оригиналу, быть может знаменитой в древности картине на ту же тему живописца IV в. до н. э. Эриона.

### Книгоиздательство
Книгоиздательство и книготорговля получила в Риме большое развитие. Ценнейшим источником по истории издательского дела является переписка автора с бравшим на себя труд выпускать его произведения. Особенно известен Тит Помпоний Аттик. При Августе работали издатели братья Созии, имевшие свою книжную лавку на Форуме, близ статуи Вертумна, и прославившиеся изданием произведений Горация. Произведения Вергилия выпускались Варием Руфом и Плоцием Туккой. Позже число книгоиздателей возросло, можно было купить труды Ливия и Сенеки, эпиграммы Марциала или трактат Квинтилиана «Воспитание оратора». Имена своих издателей Марциал увековечил в своих эпиграммах. Одним из них был вольноотпущенник некоего учёного Гай Поллий Валериан Секунд, державший в Риме свою лавку близ храма Мира. Другой знакомый Марциала — Атрект — продавал книги в римском квартале Аргилет. Однако авторских экземпляров поэты не получали, поэтому свои книги они дарили весьма неохотно. На одного издателя работало множество копировальщиков, оплата труда которых зависела, как и в Греции, от количества переписанного текста. Подсчёт строк вёлся по особой стихометрической системе, введённой вероятно при Нероне. После декрета Диоклетиана 301 года критерием измерения труда переписчиков стали 100 строк. При этом авторского права в Риме формально не существовало, хотя было неписаное право уважать чужую собственность, в том числе автора на свои книги. Издатели старались предотвратить частное переписывание книг, выбрасывая на рынок максимально возможные тиражи для полного удовлетворения спроса на то или иное произведение. Речь при этом шла не только о конкурентной борьбе, но и о качестве текстов. Роль рецензентов выполняли обычно знакомые и друзья автора, который читал им свои произведения, как например поэт-трагик Луций Акций, читавший своему брату Марку Пакувию. Теренций свою первую комедию предложил вниманию городских эдилов, которые велели прочитать её известному комедиографу Цецилию Стацию.

## Просвещение
По мнению Плутарха, совместное коллективное обучение в Риме началось в середине III в. до н. э., когда там открыл свою школу Спурий Карвилий, но по сообщениям Ливия это было гораздо раньше. Мальчики и девочки начинали учиться в 7 лет. Первые состояли под постоянной опекой воспитателя-педагога, сопровождавшим их на занятия в школу, а дома выполнявшим свои прямые функции. Вторые, из богатых семей, получали домашнее образование под руководством матери, а те, что победнее, ходили в школу вместе с мальчиками. Слова «puella docta» («образованная девушка») были желанным комплиментом. Квинтилиан предъявил к педагогам характерные требования («нет ничего хуже людей, мало продвинувшихся в науке дальше начальных сведений, а уже преисполненных ложной уверенности, будто они учёные!»).
Учебный год начинался в марте после праздника в честь Минервы 19-23 марта. Свободными от занятий были другие праздничные дни и нундины. Изначально учебная программа ограничивалась чтением, письмом и изучением основ арифметики, позже она была изменена. Обновлённые этапы описал Апулей как «чаши муз»: литературное чтение, грамматика и риторика. Цицерон например писал, что он изучал Законы двенадцати таблиц, которых в его время не изучал уже никто. Первый этап критиковался в частности также Квинтилианом: «Мне, по крайней мере, не нравится хотя бы то, что, как я вижу, маленькие дети часто учат названия и порядок расположения букв раньше, чем вид той или иной из них. Это мешает усвоению букв, ведь дети уже обращают внимание не на то, как выглядят буквы, а на то, что они запомнили прежде». Под руководством учителя арифметики — калькулятора — дети потом учились считать. Пальцы левой руки служили для обозначения единиц и десятков, правой — сотен и тысяч. На более высокой стадии обучения пользовались камешками. Таблицу умножения запоминали, повторяя хором за учителем. На литературных чтениях читали обычно ранних поэтов вроде Ливия Андроника или Квинта Энния, но при Августе их заменили более поздние. Чтение сопровождалось анализом содержания произведения и его языка и стиля. Обучение риторике было традиционно комплексным и включало теорию ораторского искусства и практические упражнения, заключавшиеся в составлении речей на заданную тему из истории, литературы, мифологии или политики. При этом упражнения имели 2 формы: свазории были речи, произносившиеся одним человеком на определённую тему, а контраверсии соединяли речи обвинителя и защитника, то есть подготавливали к будущим выступлениям в суде. Риторы и актёры перенимали друг у друга соответствующие приёмы.
Для рабов Сенека не считал целесообразным введение систематического образования, предоставляя этот момент их хозяину. Но среди рабов всегда было много греков, хорошо образованных в основной своей массе. Они были секретарями, библиотекарями, декламаторами стихов и др. Некоторые, став вольноотпущенниками, по-видимому совершенствовали свои таланты. Среди них были известные в Риме грамматик Реммий Палемон, заведующий библиотекой на Палатине Гай Юлий Гигин и т. д. Для детей рабов от 12 лет начиная от Тиберия вплоть до Каракаллы организовывалась своя школа — «pedagogium», где преподавали учителя из обычных школ. Большой педагогий обосновался во II в. на Целии, где в 198 г. работало 24 педагога и обучалась сотня учеников. Другой крупный педагогий появился в Карфагене.

### Молодёжные организации
Начало римских молодёжных организаций следует искать во II в. до н. э. В Италии они были известны как «iuvenes» или «iuventus» («молодые», «молодость»), а в провинциях — «iuventus» и «collegium iuventutis». Расширение их сети было связано с возникновением новых школ в городах империи (в Медиолане, Августодунуме, Бурдигале, Карфагене, Антиохии и др.). В отличие от афинских эфебий, членство в организациях было добровольным, а не обязательным, упражнения не носили военный характер и, кроме того, такие организации основывались на коллегиальных началах и не имели назначенной администрации — во главе их стоял магистр. Расцвета молодёжные организации достигли при ранней Империи, когда муниципальная городская аристократия стала эффективно помогать государственной власти. После появления латифундиального хозяйства значение римских молодёжных организаций упало.

## Религия

### Запрет древнеримской религиихристианством
В течение IV века произошли коренные изменения в отношении Римского государства к христианству и прежней официальной языческой религии.
Если в 311 году императором Галерием был издан эдикт, разрешающий исповедание христианства, что спустя два года было подтверждено Миланским эдиктом Константина и Лициния, то уже вскоре в правление Константина был издан специальный эдикт о веротерпимости, разрешавший исповедание язычества. Однако, уже к концу IV столетия императором Феодосием Великим язычество было запрещено, а христианство в 381 году провозглашено государственной религией.
В 384—385 годах рядом указов императора Феодосия было предписано уничтожение античных храмов: Храм Артемиды Эфесской, Храм Артемиды Гемеры и т. д. Префект Востока Кинегий, при помощи вооружённой силы и вместе с христианскими монахами, разрушил многие из оставшихся святилищ старой веры.
Эдикт 391 года, ещё более строгий, нанёс последний удар «язычеству», запретив поклонение богам не только публично, но и в частных домах.
В Риме из залы сената окончательно и навсегда вынесена была знаменитая статуя Ники («победы»), признававшаяся палладиумом древней религии. Оппозиция старо-римской знати (с Симмахом и Претекстатом во главе) не сокрушила решений Феодосия; священный огонь Весты был потушен (394), и в том же году в последний раз допущено празднование Олимпийских игр в Греции. Фактически практика «язычества» продолжалась в глухих углах империи.
Тем не менее, в Восточной Римской империи достижения античной культуры и философии продолжали играть значительную роль. Изучались, переписывались и комментировались труды античных авторов. Поддерживался высокий уровень архитектуры, естественных наук, математики и медицины. До 529 года продолжала работать Платоновская Академия в Афинах, выпускниками которой были в частности выдающиеся христианские богословы Василий Великий и Григорий Богослов. Академия была упразднена императором Юстинианом Великим.
К тому времени уже существовал открытый в 425 году императором Феодосием II Константинопольский университет. В Константинополь была перевезена часть рукописей знаменитой Александрийской библиотеки, к тому времени уже неоднократно подвергавшейся разорению.